# هاناكو أميرة هيتاشي
هاناكو أميرة هيتاشي (19 يوليو 1940) هي أحد أعضاء العائلة الإمبراطورية اليابانية فهي زوجة الأمير ماساهيتو أمير هيتاشي الأخ الوحيد لإمبراطور اليابان الحالي أكيهيتو.